# Ronnie Whelan
Ronald Andrew Whelan (Dublin, 1961. szeptember 25. –) ír válogatott labdarúgó, edző.

## Pályafutása

### Klubcsapatban
Igazi labdarúgócsaládba született Dublinban. Az édesapja Sir Ronnie Whelan szintén ír válogatott labdarúgó és a Saint Patrick’s Athletic meghatározó játékosa volt az 1950-es, 1960-as években. Testvére Paul Whelan a Bohemian és a Shamrock Rovers csapataiban játszott.
Pályafutása nagy részét a Liverpoolban töltötte, ahol 1979 és 1994 között játszott. 1981. április 3-án mutatkozott be az Anfielden egy Stoke City elleni bajnokin és a 27. percben megszerezte az első gólját, csapata pedig 3–0 arányban győzött. A Liverpool színeiben hatszor nyerte meg az angol bajnokságot és kétszer az FA-kupát. Az 1983–84-es szezonban a bajnokcsapatok Európa-kupájának serlegét is sikerült elhódítania csapatával.
1994 és 1996 között a Southend Untied együttesében játszott.

### A válogatottban
1981 és 1995 között 53 alkalommal szerepelt az ír válogatottban és 3 gólt szerzett. Részt vett az 1988-as Európa-bajnokságon, illetve az 1990-es és az 1994-es világbajnokságon.

### Edzőként
Edzői pályafutását utolsó csapatánál a Southend Unitednél kezdte 1995-ben.  1998 és 1999 között a Panióniosz, 2001 és 2002 között az Olimbiakósz Lefkoszíasz, 2002-ben az Apóllon Lemeszú csapatait edzette. 

## Sikerei, díjai
Liverpool
- Angol bajnok (6): 1981–82, 1982–83, 1983–84, 1985–86, 1987–88, 1989–90
- Angol kupa (2): 1985–86, 1988–89
- Angol ligakupa (3): 1981–82, 1982–83, 1983–84
- Angol szuperkupa (5): 1982, 1986, 1988, 1989, 1990
- Bajnokcsapatok Európa-kupája (1): 1983–84